# Rännögssjön

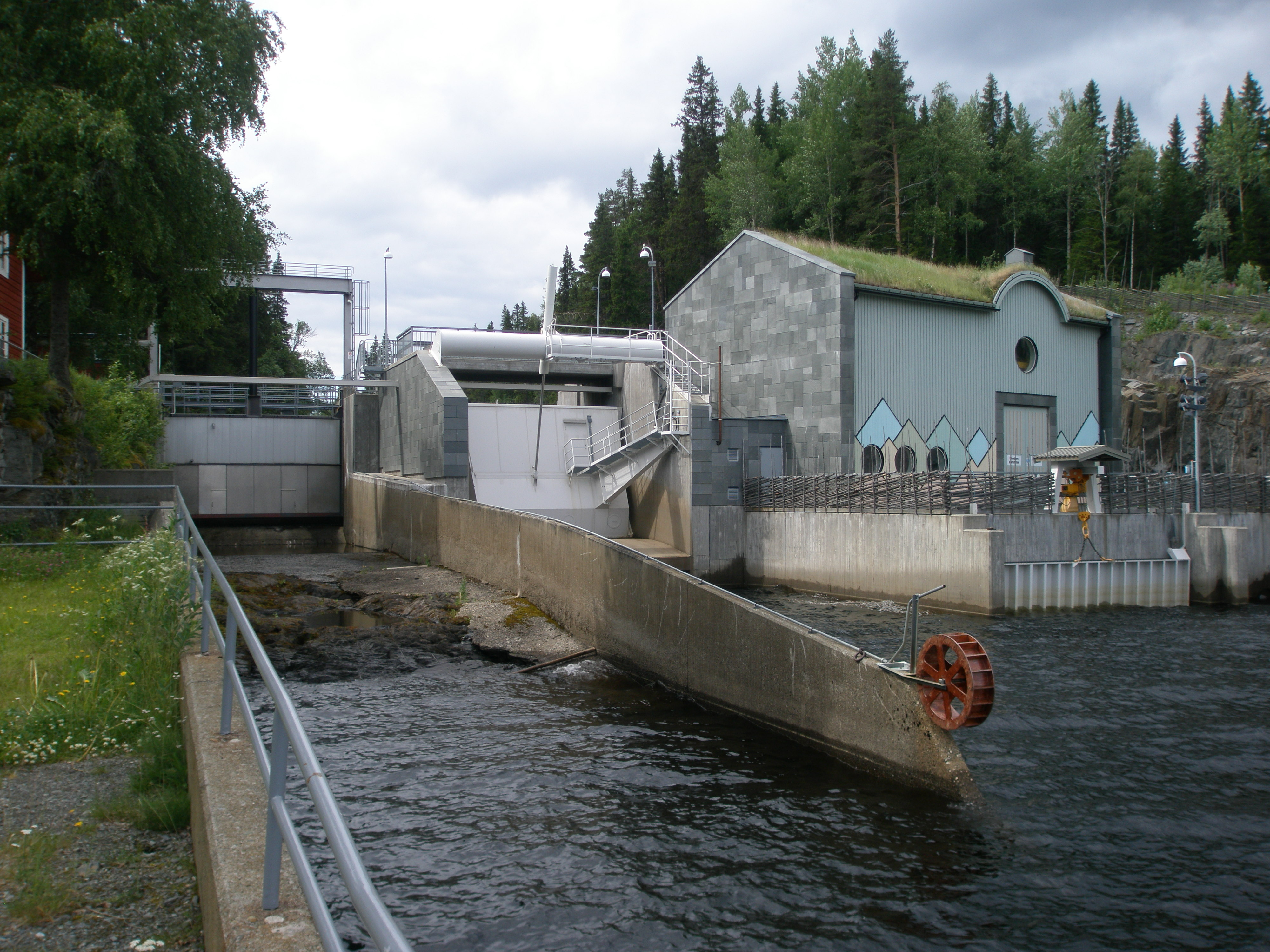
Kraftverket i Rönnöforsen.

Rännögssjön är en sjö i Offerdals socken, Krokoms kommun i Jämtland och ingår i Indalsälvens huvudavrinningsområde. Sjön är 16 meter djup, har en yta på 3,06 kvadratkilometer och befinner sig 325 meter över havet. Sjön avvattnas av vattendraget Långan (Storån).

## Delavrinningsområde
Rännögssjön ingår i det delavrinningsområde (706218-140095) som SMHI kallar för Utloppet av Rännögssjön. Medelhöjden är 383 meter över havet och ytan är 30,66 kvadratkilometer. Räknas de 136 avrinningsområdena uppströms in blir den ackumulerade arean 1 035,01 kvadratkilometer. Långan (Storån) som avvattnar avrinningsområdet har biflödesordning 2, vilket innebär att vattnet flödar genom totalt 2 vattendrag innan det når havet efter 264 kilometer. Avrinningsområdet består mestadels av skog (63 procent) och sankmarker (23 procent). Avrinningsområdet har 3,06 kvadratkilometer vattenytor vilket ger det en sjöprocent på 10 procent.